# Xã Jupiter, Quận Kittson, Minnesota
Xã Jupiter (tiếng Anh: Jupiter Township) là một xã thuộc quận Kittson, tiểu bang Minnesota, Hoa Kỳ. Năm 2010, dân số của xã này là 111 người.